# Adriano Fiorentino

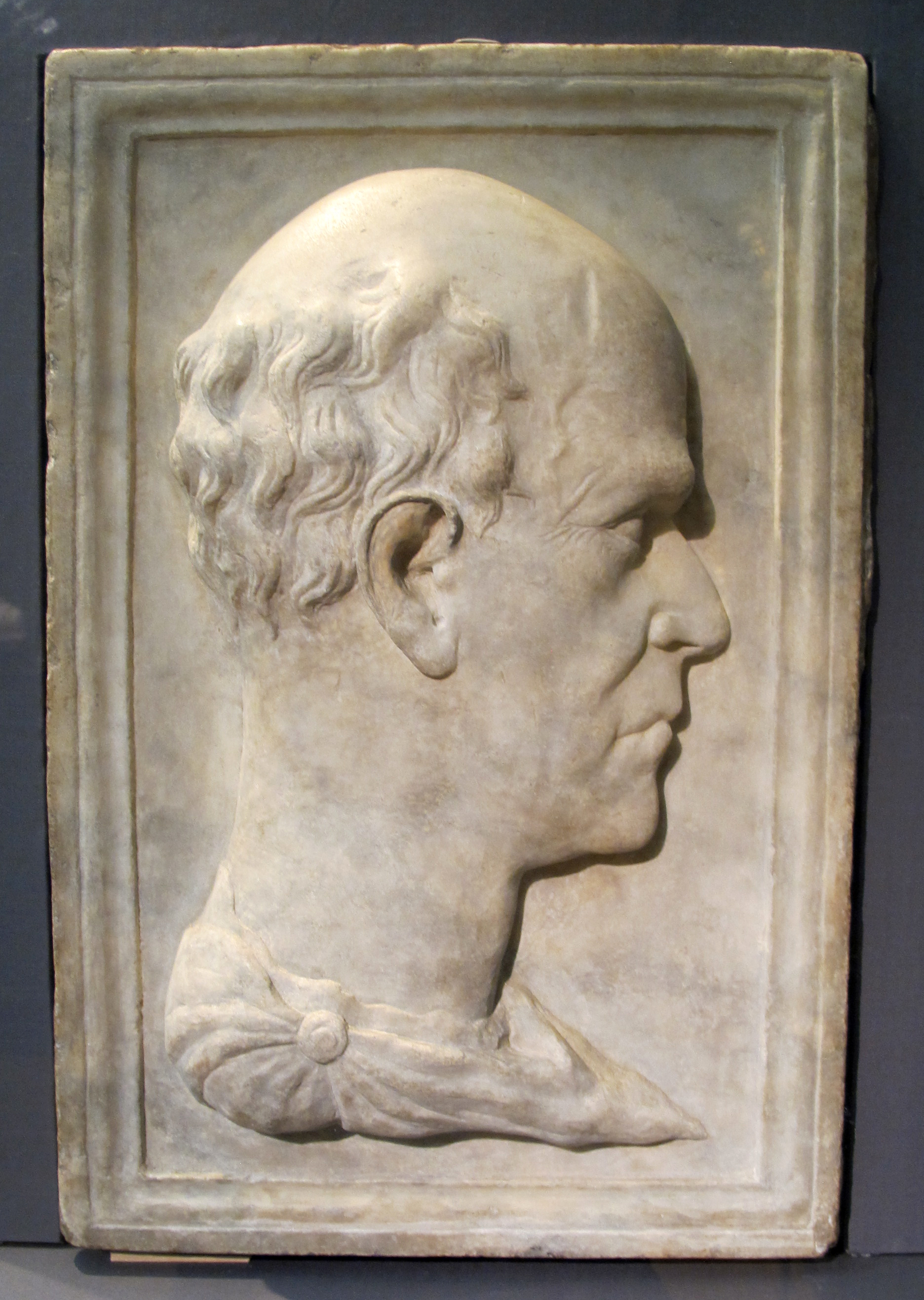
Ritratto di Giovanni Gioviano Pontano, 1490 ca.

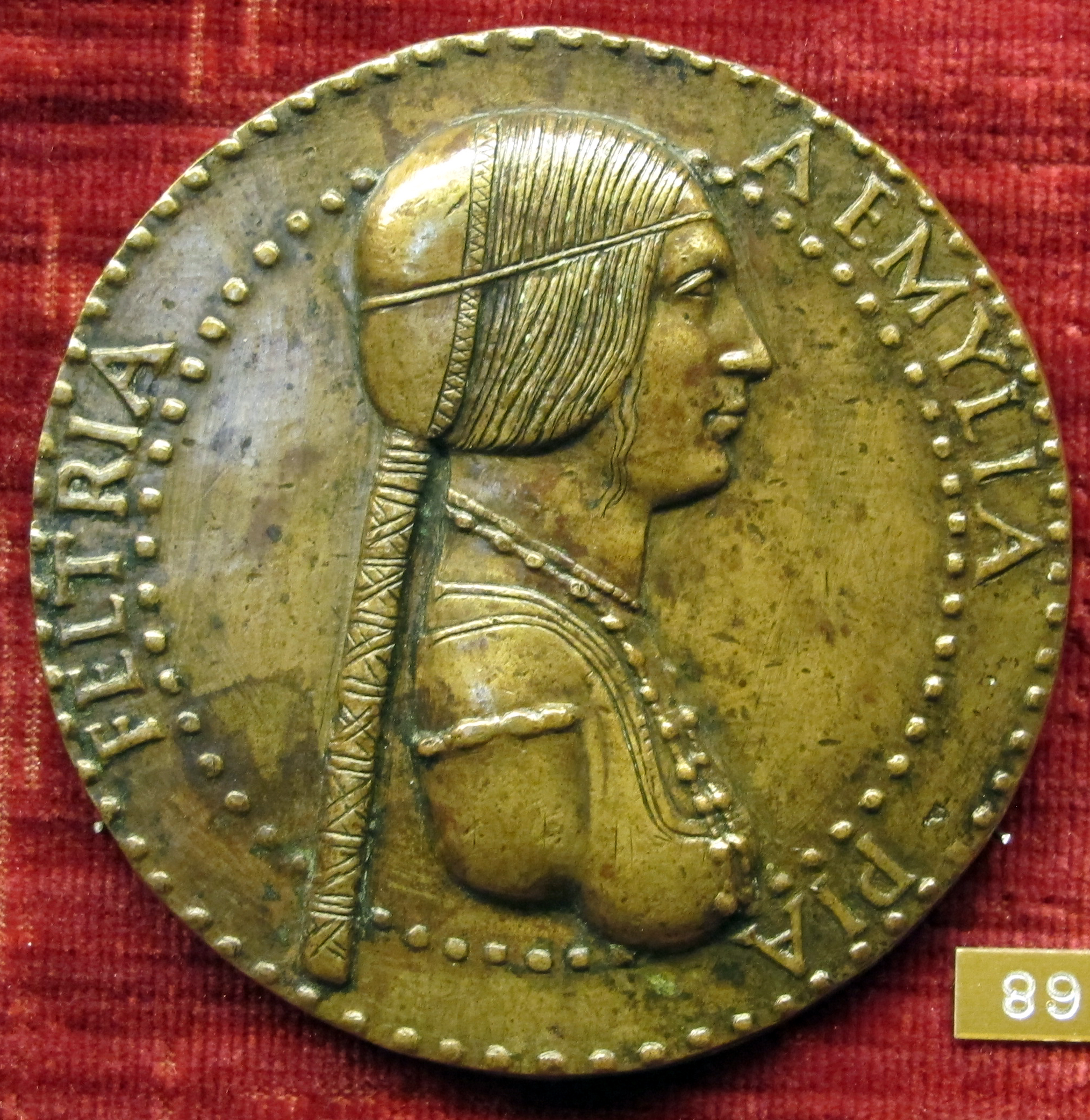
Adriano Fiorentino, Medaglia di Emilia da Montefeltro

Adriano di Giovanni dei Maestri, meglio conosciuto come Adriano Fiorentino (Firenze, 1450-1460 circa – Firenze, 12 giugno 1499), è stato uno scultore e medaglista italiano.

## Biografia
Allievo di Bertoldo di Giovanni, lavorò per lungo tempo come fabbricatore di cannoni agli ordini di Virginio Orsini e solo nel 1495 poté spostarsi a Urbino. Trasferitosi quindi in Germania, fu autore di un bronzo raffigurante Federico il Saggio (1498), ma nel 1499 tornò nella natia città.